# 恵那市立佐々良木小学校
恵那市立佐々良木小学校（えなしりつ　さざらぎしょうがっこう）は、かつて岐阜県恵那市に存在した公立小学校。

## 概要
- 校区は三郷町佐々良木、三郷町椋實（旧・恵那郡三郷村大字佐々良木、椋實）であった。1983年野井小学校と統合し、三郷小学校の新設により廃校。
- 跡地は、民間の特別養護老人ホームなどになっている。

## 沿革
- 1873年（明治6年） - 佐々良木村に有終学校が開校。佐々良木村、椋實村、平山村[注釈 2]、論橡村[注釈 3]、の児童が通学する。
- 1880年（明治13年） - 椋實村が有終学校から離脱し、独自に椋實学校を開校する。
- 1886年（明治19年） - 有終学校が佐々良木簡易科小学校に改称する。
- 1889年（明治22年）7月1日 - 野井村、佐々良木村、椋實村が合併し、三郷村が発足。このころには平山・論橡地区は釜戸尋常小学校の校区に移る。
- 1900年（明治33年） - 佐々良木尋常小学校に改称する。
- 1903年（明治36年） - 農業補習学校を併設する。
- 1908年（明治41年） - 椋實小学校を統合する。
- 1941年（昭和16年）4月1日 - 佐々良木国民学校に改称する。
- 1947年（昭和22年）
  - 4月1日 - 三郷村立佐々良木小学校に改称する。三郷中学校校舎未完成のため、三郷中1年生の一部を収容し授業を行う。
  - 12月 - 三郷中学校の校舎が完成し、佐々良木小学校での分散授業を廃止。
- 1954年（昭和29年）4月1日 - 大井町、長島町、東野村、三郷村、武並村、笠置村、中野方村、飯地村と合併し、恵那市が発足。同時に恵那市立佐々良木小学校に改称する。
- 1983年（昭和58年）3月 - 統合により廃校。